# Ipotesi della savana
L'ipotesi della savana (o ipotesi dell'aridità) è una teoria secondo cui il bipedismo umano è un risultato diretto della transizione degli hominini da uno stile di vita arboricolo a una vita nella savana. Si trova in particolare accordo con l'ipotesi dell'impulso di avvicendamento.

## Storia
Le idee fondanti dell'ipotesi risalgono a Lamarck, Darwin e Wallace. Anche Gustav Steinmann interpretò la riduzione della foresta pluviale causata dai cambiamenti climatici come un importante motore del bipedismo. Osborn pensava che l'uomo provenisse dalle foreste e dalle pianure alluvionali dell'Asia meridionale. Hilzheimer affermò che furono gli habitat aperti a stimolare lo sviluppo.
L'ipotesi venne alla ribalta per la prima volta nel 1924, con la scoperta dell'Australopithecus africanus da parte di Raymond Dart. Secondo lui, affinché si sviluppassero le funzioni dell'intelletto che caratterizzano l'uomo fu necessario un periodo di forte competizione, basata su rapidità, furtività e pianificazione del movimento. Il "laboratorio" di "questa penultima fase dell'evoluzione umana" fu l'ambiente del veld, relativamente arido con occasionali zone boschive, popolato da numerosi predatori e luogo di aspra competizione tra i mammiferi.
Il lavoro di Robert Ardrey contribuì a rendere popolari presso un vasto pubblico le idee sviluppate da Dart.
Hans Weinert constatò che le scimmie sono molto riluttanti a lasciare la sicurezza degli alberi, per cui probabilmente gli hominini scesero dagli alberi per cause di forza maggiore, come la loro scomparsa. Amadeus William Grabau diede eco a questo pensiero: invece delle scimmie che lasciavano gli alberi, gli alberi lasciavano le scimmie.
Nei decenni successivi alla scoperta dell'Australopithecus, furono trovati ulteriori fossili di ominidi nell'Africa orientale e meridionale, e le ricerche conclusero anche questi fossero abitanti della savana. Gran parte della discussione accademica all'epoca diede per scontato che il passaggio alla savana fosse responsabile dell'emergere del bipedismo, e si concentrò invece sulla determinazione dei particolari meccanismi con cui ciò fosse avvenuto.
Basandosi sulle osservazioni delle caratteristiche morfologiche di Australopithecus anamensis e Australopithecus afarensis, si pensò che inizialmente gli hominini camminassero sulle nocche, e si interpretò questo come un esempio di evoluzione convergente negli scimpanzé e nei gorilla, successivamente perso dal genere Homo. I paleoantropologi ipotizzarono che la postura eretta potesse essere vantaggiosa per gli ominidi che vivevano nella savana, poiché consentiva loro di sbirciare tra l'erba alta in cerca di prede e per evitare i predatori. Wheeler suggerì che un altro vantaggio risiede nella riduzione della quantità di pelle esposta al sole, fatto che può aver contribuito alla regolazione della temperatura corporea. L'ipotesi dell'impulso di avvicendamento, descritta per la prima volta da Elizabeth Vrba, supporta l'ipotesi della savana suggerendo che il cambiamento climatico che provocò il restringimento delle aree boschive abbia costretto gli animali a uscire nelle praterie aperte.
John Talbot Robinson studiò la radiazione adattativa dell'Australopithecus e dedusse che la savana erbosa e altri ambienti aridi si stavano espandendo in quel periodo, fornendo così maggiori opportunità agli animali in grado di adattarsi a tali condizioni.
Uno dei primi critici dell'ipotesi della savana fu Claude Owen Lovejoy, nel 1981. Ritiene infatti più probabile che gli ominidi che si avventurarono in habitat aperti fossero già bipedi, e che una loro occupazione regolare della savana non sarebbe stata possibile prima di un comportamento sociale ben sviluppato.
Adriaan Kortlandt cercò la barriera richiesta per una speciazione geografica, individuando la Rift Valley, il Nilo e lo Zambesi. Dal Dryopithecus (Proconsul) si sarebbe quindi evoluto un tipo di scimmia adattato alla siccità e alle praterie, che camminava eretto e "umanoide", cioè, con ogni probabilità, gli Homininae. Questa interpretazione può concordare con la posizione di alcuni importanti fossili trovati fino ad allora, come l'Australopithecus afarensis (rinvenuto nel 1939 a Laetoli da Ludwig Kohl-Larsen) e il Paranthropus boisei (scoperto nella gola di Olduvai nel 1959 da Mary Leakey). Questa teoria della Rift Valley divenne nota come East Side Story di Yves Coppens.

## Consenso mutevole
Nell'ultima parte del XX secolo iniziarono ad emergere nuovi fossili che misero in discussione l'ipotesi della savana. Questi resti mostrano che gli ominidi erano ancora ben adattati ad arrampicarsi sugli alberi, anche dopo aver iniziato a camminare in posizione eretta. Sia gli umani che gli scimpanzé tendono a camminare in posizione eretta quando si muovono lungo i lunghi rami degli alberi, aumentando la loro portata.
Nel 1993, ad Aramis, un gruppo guidato da Tim Douglas White trovò denti fossili risalenti a 4,4 milioni di anni fa, che vennero attribuiti a una nuova specie, Ardipithecus ramidus (inizialmente chiamata Australopithecus ramidus). L'età era quindi mezzo milione di anni più vecchia di A. afarensis, precedentemente noto, e aveva un aspetto più scimmiesco. Dopo lunghe ricerche, nel 2009 una serie di undici articoli pubblicati su Science concluse che Ar. ramidus preferiva aree più boscose invece di praterie aperte, il che non supporta l'ipotesi di un'evoluzione guidata dal cambiamento climatico. Tuttavia, l'anno seguente, queste conclusioni furono messe in discussione: si suppone che l'habitat di Ar. ramidus fosse una savana solo parzialmente coperta di alberi (in una percentuale del 25% o meno), costituita da foreste ripariali e praterie.
Per Phillip Tobias, il ritrovamento del 1994 di Little Foot, quattro ossa del piede dell'Australopithecus africanus che mostrano caratteristiche coerenti con l'arrampicata sugli alberi e un'andatura eretta, contribuì a rendere obsoleta l'ipotesi della savana.
Nel 2000, in Kenya, Brigitte Senut e Martin Pickford trovarono l'Orrorin tugenensis: lo scheletro, risalente a 6 milioni di anni fa, sembra indicare sia bipedismo che buone capacità di arrampicata. Quest'ultima caratteristica suggerisce un ambiente boscoso, così come il rinvenimento di fossili di colobi bianchi e neri. Il ritrovamento degli impala invece punta verso un paesaggio più aperto. La scoperta portò la Senut a ritenere insostenibile l'ipotesi della savana: se questi fossili sono davvero i primi antenati dell'uomo moderno, l'ambiente del successivo Australopithecus è meno rilevante.
Nel 2001 fu trovato un Sahelanthropus tchadensis di 7 milioni di anni fa in Ciad. La comparazione di resti fossili di altri animali trovati nella stessa zona suggerì la compresenza di un mosaico di ambienti: foreste a galleria, zone lacustri, savana e praterie. L'Ardipithecus kadabba (5,6 milioni di anni fa) fu rinvenuto nel 1997 in un terreno simile.

## Definizione di savana
Non tutti erano disposti ad abbandonare l'ipotesi della savana, complice una definizione insufficiente di quale ambiente si possa definire tale. I critici dell'ipotesi vedevano spesso la savana come prateria aperta con alberi sporadici. Tuttavia, le savane possono avere un'alta densità di alberi ed essere umide. Una importante differenza tra savane e foreste è la mancanza di erbe in queste ultime. Lo stallo si risolse quando Thure E. Cerling sviluppò un metodo per determinare la copertura forestale di paesaggi antichi, rendendo non necessaria una definizione esatta di savana. Distinguendo tra le piante C3 delle foreste tropicali e il mix di alberi e piante C4 della savana, studiò la presenza di un isotopo stabile del carbonio nei paleosuoli di alcuni siti dell'Africa orientale, riuscendo così a descrivere paesaggi che comprendono foreste, boschi, arbusteti, praterie boscose e praterie. Hanno concluso che i primi hominini vivevano in un ambiente più aperto dell'Australopitecus, rendendo l'ipotesi della savana un'opzione ancora plausibile.
Seguendo Cerling, Manuel Domínguez-Rodrigo affermò che la consueta divisione dei paesaggi in erbosi e boscosi è di scarsa utilità, perché non rivela nulla sulla pressione evolutiva sui mammiferi. Ad esempio, la pressione selettiva dei prati erbosi nelle foreste tropicali è incomparabile con quella delle praterie nelle savane. Le foreste tropicali hanno anche molte specie diverse di alberi, mentre le savane ne hanno poche e non fruttifere. È da considerare anche un fattore di scala: i paleontologi spesso indagano solo sul sito dei ritrovamenti, un'area che va da alcune centinaia a migliaia di metri quadrati; queste zone vengono indicati come biomi, ma in realtà questi ultimi includerebbero molte centinaia di chilometri quadrati. In conclusione, secondo Domínguez-Rodrigo l'ipotesi della savana può ancora fornire una buona spiegazione, sebbene la transizione dell'ambiente sia stata probabilmente meno brusca di quanto pensassero alcuni autori precedenti.